# دانشگاه ورزش آلمان

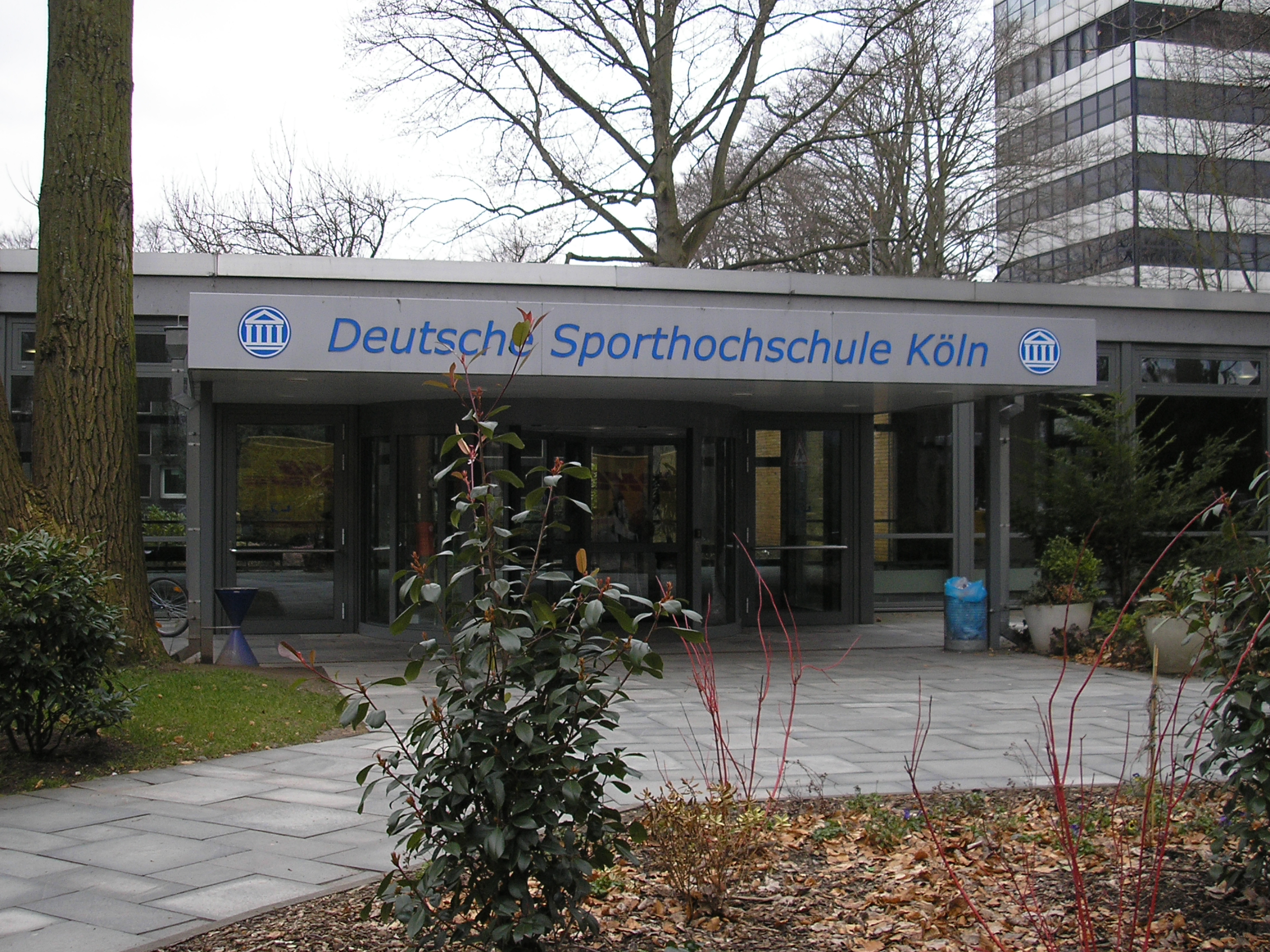
ساختمان مرکزی دانشگاه ورزش

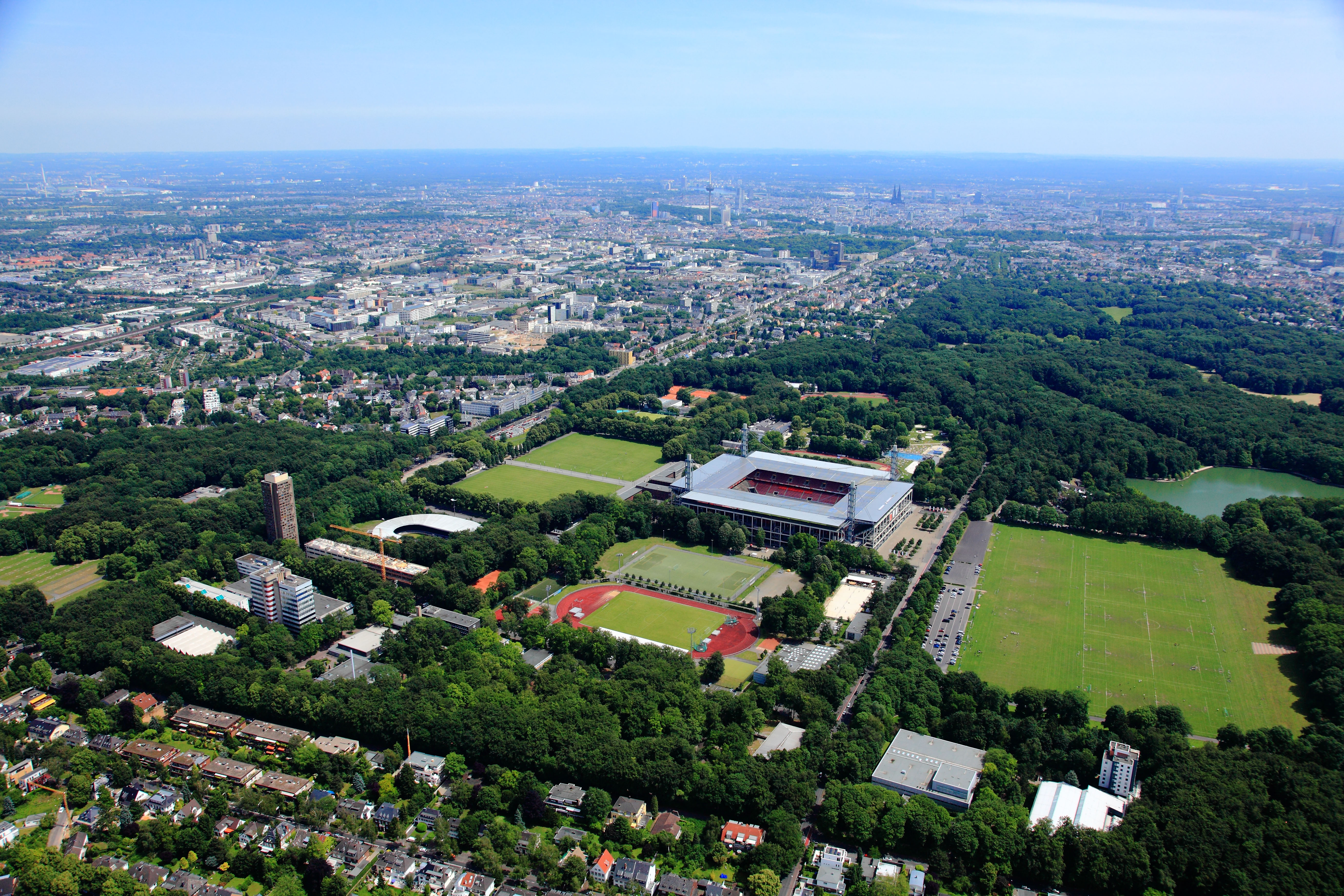
عکس هوایی مجتمع دانشگاه ورزش و استادیوم فوتبال کلن

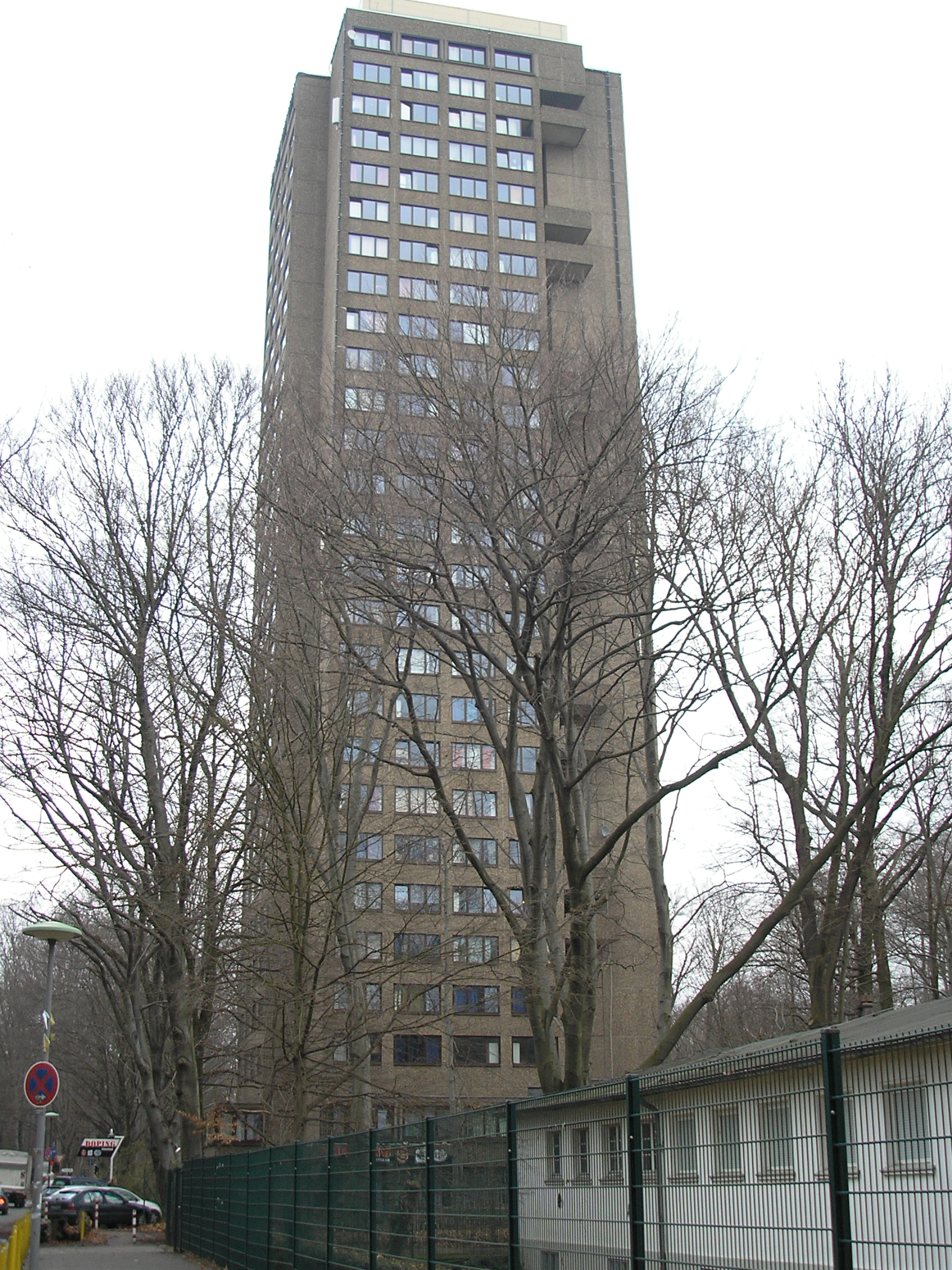
خواب گاه مرکزی دانشجویان در کنار دانشگاه، معروف به برج (Turm)

دانشگاه ورزش آلمان کلن، (به آلمانی: Deutsche Sporthochschule Köln) (مخفف رایج: DSHS) تأسیس ۱۹۴۷ م در شهر کلن، تنها دانشگاه ورزش مستقل دولتی در آلمان است. (در برلین یک دانشگاه ورزش خصوصی هست). دانشگاه ورزش در سال ۲۰۱۱ م ۵۳۰۰ دانشجو و ۵۹۳ کارمند داشت. این دانشگاه امروزه با در نظر گرفتن تعداد ۳۳ انستیتوی تخصصی و تعداد دانشجویان، بزرگترین دانشگاه ورزش جهان محسوب می‌شود.

## تاریخچه
این دانشگاه (در ابتدا دانشکده) به عنوان جانشین حقوقی «دانشکده تربیت بدنی آلمان» (مستقر در برلین) که در سال ۱۹۲۰ م، توسط «کارل دیم» (Carl Diem) و «آگوست بیر» (August Bier) تأسیس شده بود، بنیان‌گذاری شد. کارل دیم تا روز مرگ در سال ۱۹۶۲ رئیس این دانشگاه بود.
دانشکده در سال ۱۹۶۲ م توسط دولت فدرال به ایالت نوردراین وستفالن تحویل داده شد و پس از تصویب اساسنامه جدید دانشکده در سال ۱۹۷۰ م به دانشگاه تبدیل گشت. نام امروزی دانشگاه "Deutsche Sporthochschule Köln" در سال ۱۹۶۵ به تصویب رسید.
این دانشگاه دارای تمامی زمین‌ها و سالن‌های لازمه ورزشی بوده و دارای کتابخانه بسیار بزرگ و جامعی می‌باشد. کلاس‌های درس بسیار مدرن و دلباز، آزمایشگاه‌های تخصصی و همچنین «منزا» (= ناهارخوری دانشگاه) اختصاصی دانشگاه از ویژگی‌های این واحد علمی مدرن می‌باشند.

## آزمایشگاه بین الملی دوپینگ
آزمایشگاه بیوشیمی با گرایش تخصصی دوپینگ این دانشگاه شهرت جهانی دارد. بخش آنالیز دوپینگ توسط مانفرد دونیکه (Manfred Donike ) در دهه ۱۹۷۰م بنیان نهاده شد و با معیارهای دقیق خود توانست در همان سال اول چندین ورزشکار را در بازی‌های المپیک ۱۹۷۲ م از دور مسابقات محروم کند.
در سال ۱۹۹۵ م دانشگاه به یادبود مانفرد دونیکه که در این سال فوت کرده بود "انستیتوی آنالیز دوپینگ مانفرد دونیکه" (Manfred Donike Institut für Dopinganalytik e.V) را افتتاح کرد.

## آزمون ورودی و شرائط پذیرش
این دانشگاه نیز چون دانشگاه‌های دیگر آلمان، جهت پذیرش دانشجو «کنکور» به معنای رایج در ایران برگزار نمی‌کند. ولی از آنجا که رشته ورزش هرسال تعداد بسیار زیادی داوطلب دارد، دانشگاه در ابتدا برای تمامی داوطلبان در چندین رشته ورزشی آزمون توان بدنی و استعداد ورزشی تقریباً ۱۰ ساعته برگزار می‌کند که در نوع خود معیارهای بسیار سخت و سنگین دارا است... دو اشتباه (مردود شدن) در دو رشته مختلف عامل حذف داوطلب می‌شود. پس از قبولی در این آزمون، ۲۰٪ درصد از داوطلبان با معدل بسیار خوب (معادل تقریباً ۱۸ تا ۲۰ ایران) و ۲۰٪ با معدل‌های درجه بندی شده برای رشته‌های مختلف پذیرفته می‌شوند. ۲۰٪ دیگر سهمیه داوطلبانی است که معدل "نامناسب" داشته ولی به مدت چند زمستر در لیست انتظار به سر برده‌اند. ۴۰٪ ظرفیت باقی سهمیه دانشجویان رشته‌های آموزگاری ورزش مدارس، ورزشکاران رسمی فدراسیون‌های ورزشی مختلف آلمان (این دسته بالاترین اولویت را بین داوطلبان داشته و داوطلبان می‌توانند در صورت مردود شدن در یک رشته، آن آزمون را پس از مدتی تکرار کنند) و دانشجویان خارجی است. سالانه سهمیه‌ای ۷٪ی برای دانشجویان خارجی در نظر گرفته می‌شود. باید در نظر داشت که این شرائط -به نسبت تعداد داوطلب ها- ممکن است هر سال دگرگون شوند.

## رشته‌ها
در سطح کارشناسی: «مدیریت و ارتباطات ورزش»، «ورزش، سلامتی و پیشگیری»، «ورزش و حرکت»، «ورزش و توان»، «روزنامه نگاری ورزشی».
در سطح کارشناسی ارشد: «حرکت و ورزش در دوران سالمندی»، «گردشگری ورزشی و مدیریت بازیافت سلامتی»، «ورزش، رسانه‌ها و تحقیقات ارتباطات»، «مدیریت ورزش به انگلیسی»، «تکنولوژی ورزش»، «Exercise Science and Coaching» و چندین رشته دیگر.
در سطح تربیت معلم: تمامی درجات مختلف آموزگاری در سطوح دبستان، دبیرستان و بالاتر.
در سطح مربی گری: آموزش و دریافت جواز مربی‌گری اکثر رشته‌های ورزشی رایج در این دانشگاه امکان دارد.
در سطح دکترا: فارغ التحصیلان این دانشگاه می‌توانند در صورت داشتن معدل خوب و جلب موافقت یک استاد راهنما، در بخش دلخواه رساله دکترای خود را بنویسند.